# Blues & Rhythm
Blues & Rhythm, The Gospel Truth — британський щомісячний музичний журнал, присвячений блюзу та госпелу. Був заснований в липні 1984 року. Разом з американським журналом Living Blues вважається одним з найголовніших та найавторитетніших періодичних видань про блюз та ритм-енд-блюз. Журнал видається 10 разів на рік. У 2006 році Blues & Rhythm було занесено до Зали слави блюзу.